# Koert van Diepeningen

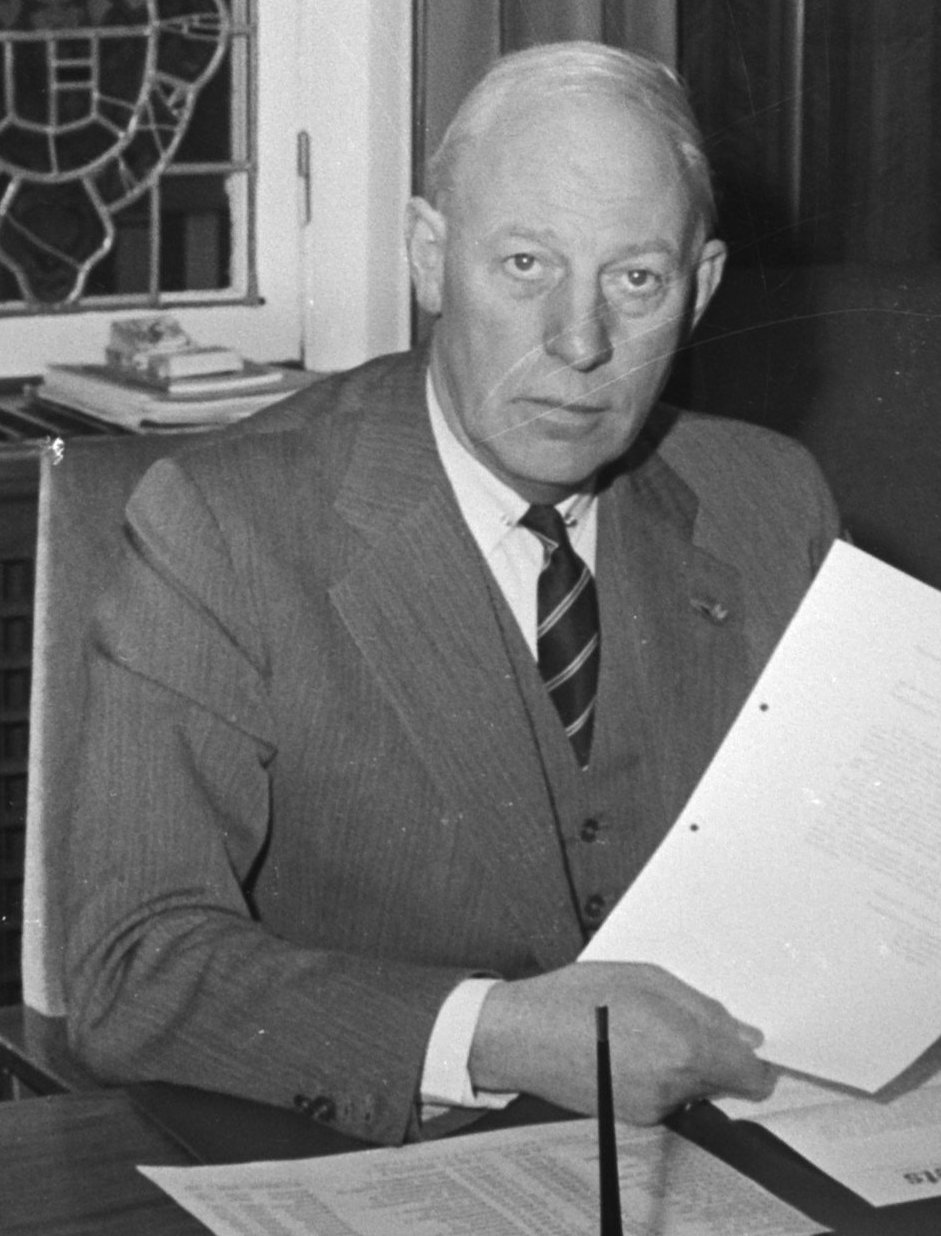
Burgemeester K. van Diepeningen (1971)

Koert van Diepeningen (Den Haag, 28 oktober 1910 – Noordwijk, 30 juli 1993)  was een Nederlands politicus van de CHU.
Zijn vader was boekhouder en vervolgens winkelier. Zelf heeft hij de mulo en handelsavondschool gevolgd en daarna de MO akte Staatsinrichting behaald. Daarna werd hij volontair bij de gemeentesecretarie van Voorschoten waarna hij zeven jaar werkzaam was bij de Bank voor Nederlandsche Gemeenten. Na de bevrijding werd hij lid van de noodgemeenteraad van Rijswijk, welke functie hij vanaf 1 januari 1946 combineerde met die van hoofdinspecteur van de Protestantse Ziekenverzorging.  In augustus 1946 werd Van Diepeningen burgemeester van Leiderdorp en in maart 1962 volgde zijn benoeming tot burgemeester van Barneveld. In november 1975 ging hij daar met pensioen. Midden 1993 overleed Van Diepeningen op 82-jarige leeftijd.